# Iesaulivka
Iesaulivka (în ucraineană Єсаулівка) este o așezare de tip urban din raionul Antrațît, regiunea Luhansk, Ucraina. În afara localității principale, nu cuprinde și alte sate.

## Demografie
Componența lingvistică a așezării de tip urban Iesaulivka
     Ucraineană (57,97%)
     Rusă (41,97%)
Conform recensământului din 2001, majoritatea populației așezării de tip urban Iesaulivka era vorbitoare de ucraineană (57,97%), existând în minoritate și vorbitori de rusă (41,97%).